# Hermann Rüdiger
Hermann Rüdiger (ur. ?, zm. 1613) – niemiecki kupiec i przedsiębiorca menniczy, poseł Zygmunta III Wazy, działający w Rzeczypospolitej na przełomie XVI–XVII wieku.

## Życiorys
Pochodził z Herzfeldu w Hesji, gdzie jego ojciec Jerzy, będący szlachcicem i sekretarzem miejskim, prowadził interesy handlowe z Wielkopolską.
W 1592 r. udał się wraz z bratem Wilhelmem do Rzeczypospolitej w poszukiwaniu majątku i kariery. Zajął się handlem solą i w Krakowie dostał się do służby królewskiej. Rychło zdobył zaufanie króla Zygmunta III Wazy, który wysyłał go w różnych sprawach za granicę. W 1595 r. został ustanowiony przez króla polskiego zarządcą mennic w Poznaniu i Wschowie. Na podstawie odrębnej umowy miał też dzierżawić nowo otwartą mennicę bydgoską. Umowa ta została ostatecznie zrealizowana w marcu 1596 r., kiedy to złożył uroczystą przysięgę, iż „będzie prowadził mennice królewską w Bydgoszczy co do ziarna i śrutu ściśle według ordynacji menniczej Królestwa Polskiego, jaka w 1580 roku w Warszawie wydaną została”.
Hermann Rüdiger będąc kupcem i przedsiębiorcą nie znał się na sztuce mincerskiej, dostrzegał jednak możliwość zrobienia na administrowaniu mennicami dobrego interesu. Techniczną stronę prowadzenia mennic powierzał fachowym mincerzom, którym poddzierżawiał przedsiębiorstwa. 28 maja 1596 r. uzyskał od Zygmunta III przywilej zezwalający na skup surowców menniczych, głównie srebra. Na podstawie tego przywileju nawiązał rozlegle stosunki z kupcami krajowymi i zagranicznymi, którzy dostarczali mu srebro w najrozmaitszej postaci. Spośród posiadanych mennic najwięcej uwagi poświęcał mennicy bydgoskiej, która stała się największym i najwydajniejszym przedsiębiorstwem tego typu w Rzeczypospolitej. Wybijał w niej szelągi koronne, masowo trojaki, szóstaki i grosze, zaznaczając na monetach swój herb (zielona gałązka róży) i inicjały. Dla lepszego nadzoru nad mennicą nabył dom i zamieszkał w Bydgoszczy. W niektórych aktach nazywany był „civis et incola Bidgostiensis” lub „praefectus officinarium monetariarum”.
Podczas wyjazdów zastępowali go probierze, z którymi obchodził się często bezwzględnie, wypowiadając im pracę według swego uznania. O ówczesnej jego pozycji świadczy fakt, iż król chętnie korzystał z jego usług. W 1599 r. był posłem Zygmunta III do biskupa Strasburga z poufną misją w sprawie małżeństwa monarchy z arcyksiężniczką Konstancją Habsburżanką. 8 czerwca 1602 r. Jan Zamoyski kanclerz wielki koronny przyjął go do swego herbu.
W 1602 r. po uchwale Sejmu walnego warszawskiego polecającej zamknięcie wszystkich mennic koronnych, zlikwidował swoje interesy w Bydgoszczy, sprzedał kamienicę i opuścił miasto. W następnych latach zajmował się poszukiwaniem złóż rud metali i używał tytułu: „górnik Jego Królewskiej Mości”.
W 1613 r., gdy uniwersałem podskarbiego koronnego została ponownie uruchomiona mennica bydgoska, wrócił do Bydgoszczy i wznowił działalność jako „rezydent zakładu Jego Królewskiej Mości w mieście Bydgoszczy”. Bił głównie monetę szelągową, której brakowało w obiegu. Zmarł prawdopodobnie w 1613 roku.
Marian Gumowski zaliczał go „najwybitniejszych postaci w życiu Bydgoszczy i Wielkopolski końca XVI i początku XVII wieku”.

### Rodzina
Hermann Rüdiger był żonaty z Anną, córką Błażeja Grotha, obywatela Poznania.

## Upamiętnienie
Rudolf Lehman, grawer i medalier poznański, dostarczający stempli m.in. do mennicy bydgoskiej, wykonał w 1596 roku medal pamiątkowy bity w srebrze z portretem Rüdigera, który po jednej stronie przedstawia w profilu jego popiersie z odkrytą głową, wąsami i brodą spiczastą w krezie szeroko fałdowanej. Nad nim w otoku znajduje się napis: HERMAN RUDIGER K. M. INGR. PO. M. HER (Königl. Majestat in Gross Polen Müntzherr). Na odwrocie medalu znajduje się scena chrztu Chrystusa w Jordanie i napis: HIC EST FILIUS MEUS DILECTUS.